# Rob Gardner
Rob Gardner je americký rockový bubeník, který byl členem kapel L.A. Guns a Guns N' Roses. V obou kapelách hrál s Axlem Rosem a Tracii Gunsem, v L.A. Guns navíc ještě s Michaelem Jagoszem, který v kapele vystřídal Rose. Jako člen L.A. Guns se podílel na EP Collector's Edition No. 1. V Guns N' Roses jej v roce 1985 vystřídal Steven Adler.